# Якимівська волость (Павлоградський повіт)
Якимівська волость — історична адміністративно-територіальна одиниця Павлоградського повіту Катеринославської губернії.
Станом на 1886 рік складалася з 15 поселень, 15 сільських громад. Населення — 8062 осіб (4074 чоловічої статі та 3988 — жіночої), 690 дворових господарства.
|                     | Площа, десятин | У тому числі орної, дес. |
| ------------------- | -------------- | ------------------------ |
| Сільських громад    | 2552           | 1331                     |
| Приватної власності | 19445          | 5227                     |
| Іншої власності     | 88             | 33                       |
| Загалом             | 22085          | 6591                     |

Найбільші поселення волості:
- Якимівка (Юрково) — село при річці Бритай в 70 верстах від повітового міста, 345 осіб, 55 дворів, церква православна, школа, лавка. В 15 верстах — лавка. В 10 верстах — залізнична станція Надеждине.
- Дунина (Норцівка, Островська) — село при ставках, 234 особи, 38 дворів, лавка.